# Lago Chico (Toltén)
El lago Chico está ubicado en el interior del parque nacional Huerquehue, Provincia de Cautín, IX Región de la Araucanía, Chile.
(Este lago no aparece bajo este nombre en el inventario público de lagos de la Dirección General de Aguas. No confundir con el lago Chico (Tierra del Fuego) que si aparece en el inventario.)

## Ubicación y descripción
Se encuentra, junto a los lagos Verde y Toro, sobre una terraza formada entre los cerros Cumulo, Araucano y San Sebastián a una altitud entre 1180 y 1270 m s. n. m. El lago Chico cubre un área de 7,5 hectáreas.: 109  En su ribera opuesta se elevan imponentes farellones de rocas coronados por hermosas araucarias.
Sus aguas son frías, tranquilas y cristalinas. El acceso para el público es a través de un sendero de unos 7 km que se inicia en la entrada del parque nacional, a orillas del lago Tinquilco y que llega hasta la zona de los lagos Chico, Toro y Verde.